# Coelotes brevis
Coelotes brevis är en spindelart som beskrevs av Xu och Li 2007. Coelotes brevis ingår i släktet Coelotes och familjen mörkerspindlar. Inga underarter finns listade i Catalogue of Life.